# 藝術中心設計學院
藝術中心設計學院（2015年後，校方正式將校名中與之間的空白去除），又簡稱為或，是一所非營利的私立藝術學院，座落於美國加州的帕薩迪納。
2024年QS世界大學排名-藝術與設計學科 全球排名No.14。/美國最高畢業生薪水藝術設計院校。/全球排名網站Ranker，「全世界最好的30所設計學校」高居第一。
/美國商業周刊（Businessweek），評選為全球25大設計學院位列第10。
目前藝術中心設計學院有兩個主要校區: 山邊校區 與南校區，山邊校區座落於舉辦過數次超級盃的玫瑰盃球場後方，南校區則是由三棟不同風格的建築組成，鄰近帕薩迪納市中心。

## 歷史

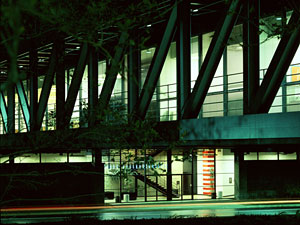
ArtCenter 山邊校區夜晚一景

藝術中心設計學院（ArtCenter College of Design）成立於1930年，原址是位於美國洛杉磯市區的設計中心學校（Art Center School)。創辦人愛德華·A·汀克·亞當斯（Edward A. "Tink" Adams）是一位南加州的廣告人。當年創辦該校的主要想法是藉由在職藝術家與設計師去帶領學生，讓學生能夠在畢業前即做好踏入業界教備。因此，即使在經濟大蕭條的1930年代，藝術中心的畢業生仍能夠快速的在業界找到工作機會。
1935年，好萊塢的人像攝影師弗萊德·阿澈（Fred R. Archer）創建了該校的攝影系所，並由他的好友，以優勝美地國家公園黑白系列照聞名的攝影師安塞爾·亞當斯擔任客座講師。
第二次世界大戰期間，藝術中心與加州理工學院共同進行了一項技術性插圖的計畫（Technical Illustration Program）。 1947年，二戰結束後，藝術中心的學生激增，校方為了容納更多學生而將學校搬遷至漢考克公園附近，在現今洛杉磯郡藝術博物館 （LACMA）附近。1949年，藝術中心正式開始授與藝術學士學位以及碩士學位，並於1955年正式成為西部學校和學院協會會員校。
1965年，學校正式將其校名更改為藝術中心設計學院 （Art Center College of Design）。學校也開始大規模的擴辦系所，其中攝影系於 1973年落成。 1973年，學校正式搬遷至位於帕薩迪納市山邊的校區（Hillside Campus）。2003年，藝術中心設計學院成為第一所被聯合國公共資訊部門 (Department of Public Information) 授與非政府組織資格之藝術學校。 2004年，藝術中心的南校區 （South Campus）正式啟用，主要作為大學部純藝術與插畫以及許多研究生創作和公開活動所使用。

## 學術成就

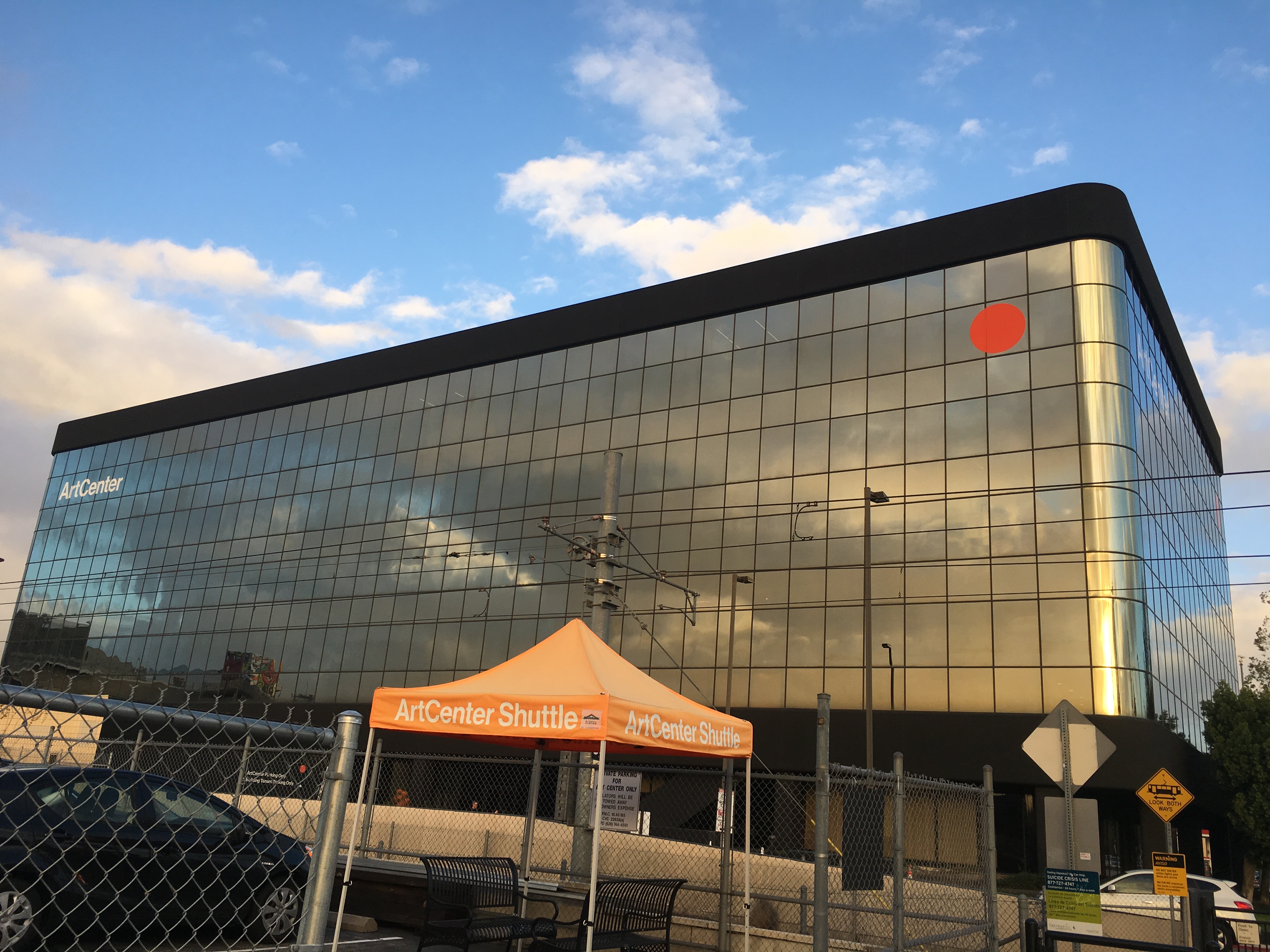
ArtCenter 南校區建築之一

藝術中心的辦學理念獲得了許多業界設計師與藝術家的認可。從創校開始安塞爾·亞當斯坐鎮攝影系，到知名藝術家凱斯·哈林在1989年參訪該校時，替該校畫了一幅巨大的壁畫及可知。目前學校是全美藝術與設計學校協會（NASAD）成員，也因為該校校友在產業及社會的影響力，成為第一所藝術學院獲聯合國頒非政府組織（NGO）頭銜。
目前藝術中心設計學院大學部共設有11種不同領域的主修，研究所則分成7種不同的領域。大學部方面，與加州理工學院和西方學院都有教育協議，學生可以跨校修課。 研究所方面，則是與克萊蒙特高等學院(Claremont Graduate University)的管理學院 (Drucker School of Management)設有合作的 MS/MBA 商科碩士學程。

## 大學部（Undergraduate）科系[11]
- 創意總監Creative Direction
- 娛樂設計系Entertainment Design
- 電影學系Film
- 美術系Fine Art
- 平面設計系Graphic Design
- 視覺設計系Illustration
- 交互設計系Interaction Design
- 攝影與圖像系Photography and Imaging
- 商品設計系Product Design
- 空間體驗設計學系Spatial Experience Design
- 交通運輸設計系Transportation Design

## 研究所（Graduate）科系[12]
- 藝術學系Art
- 品牌設計與策略學系Brand Design and Strategy
- 傢俱、燈光與裝置設計學系Furniture, Lighting and Fixtures
- 電影學系Film
- 平面設計學系Graphic Design
- 工業設計學系Industrial Design
- 互動設計學系Interaction Design
- 媒體設計實踐學系Media Design Practices
- 空間體驗設計學系Spatial Experience Design
- 交通系統與設計學系Transportation Systems and Design

## 學校狀況

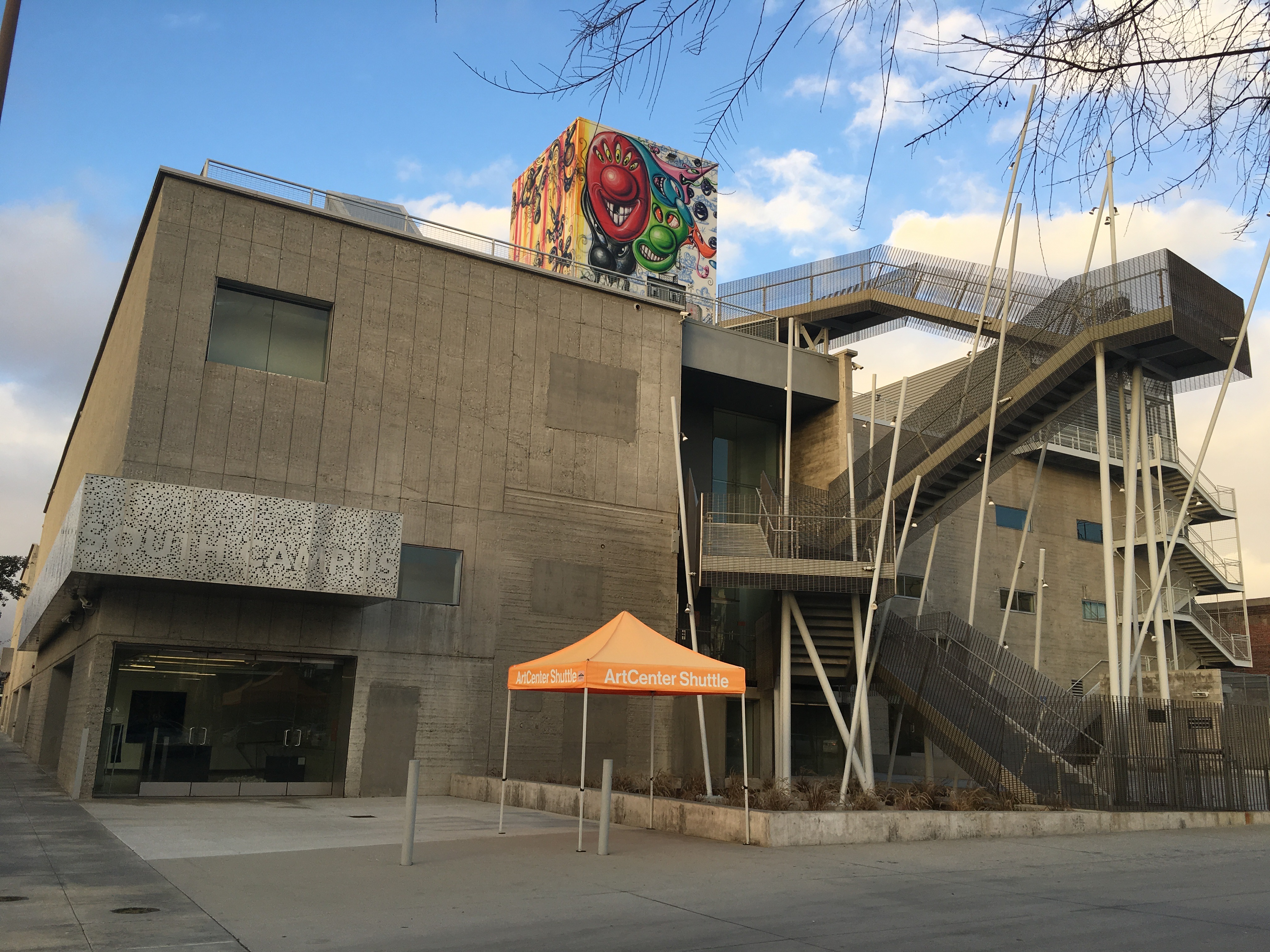
ArtCenter 南校區建築之一

學生組成方面，以2015年入學新生來說，52%為加州本地生，18%為美國外州生，28%則為來自超過45國的國際學生。新生男女比例約為7:3。依據2015年秋季的數據來說，學校老師人數為439人，非講師相關工作人員為263人，大學部學生人數為1,915人（其中有超過一半是轉學生），研究生為218人。 轉學進入藝術中心學習是很常見的一件事情，因為藝術中心入學要求嚴苛，許多高中應屆畢業生若沒有經過特殊的指導，往往很難達到入學所需要的門檻。因此，許多學生會選擇先去其他學校進修一至三年，準備好作品集後再進入藝術中心設計學院；在藝術中心大學部遇到年紀較長的新生是頗為常見的。
大學部人數最多的系為插畫，緊接著為平面設計以及運輸設計 (Transportation)。人數最少的系則為互動設計、廣告設計，以及純藝術 (Fine Art)，但不論系的大小，系與系之間的跨系修課很常見。
學校目前授與的學位有藝術學士（Bachelor of Fine Arts）, 理學學士（Bachelor of Science），藝術碩士 (Master of Fine Arts)以及理學碩士 (Master of Science)。

## 學校設備
校方在佔地162.66英畝的雙校園中，有213,771.2淨平方英尺是作為精密及最新設計與藝術用儀器的使用地。校內有各種最新的器材供師生使用。從攝影與電影所需的各式器材和空間，到最新的各種3D列印機，石膏製造間，大型裁縫機，雷射切割機，各式材質的大型切割機，以及純藝術學生獨立的創作空間，學校都有完整的設備供師生租借使用。
此外，學校圖書館（Fogg Library）坐擁近10萬本藝術與設計相關書籍，各式電影DVDs以及數量龐大的線上數據資料庫供在校生使用。
目前學校的南校區已經完工並開始使用，未來藝術中心計劃擴建學生宿舍來提供給外地學生做使用。洛杉磯以外地區，藝術中心位於德國以及其他許多國家也都設有專門給學校師生使用的工作室。